# Václav František Vinš
Václav František Vinš (11. března 1914 Černčice – 18. srpna 1967 Polsko) byl český sochař, výtvarník a pedagog.

## Životopis
Studoval na Státní odborné škole sochařsko-kamenické v Hořicích a v letech 1934–1938 na Akademii výtvarných umění v Praze.
Během své profesní kariéry se věnoval sochařství i výtvarné činnosti a to převážně portrétům a pracím pro architekturu. Jeho sochy jsou umístěny na bývalé budově obchodní akademie v Lounech.
V roce 1939 se zúčastnil kolektivní výstavy s názvem "Národ svým výtvarným umělcům" v Lounech.
Působil jako výtvarný pedagog v Děčíně a v Teplicích a také jako ředitel Umělecké školy v Lounech.

## Dílo
- Pomníky II. odboje na Lounsku[5]
- Pomník osvobození Loun[6]
- Reliéfy s dětskými motivy v Meziboří[7]

## Galerie

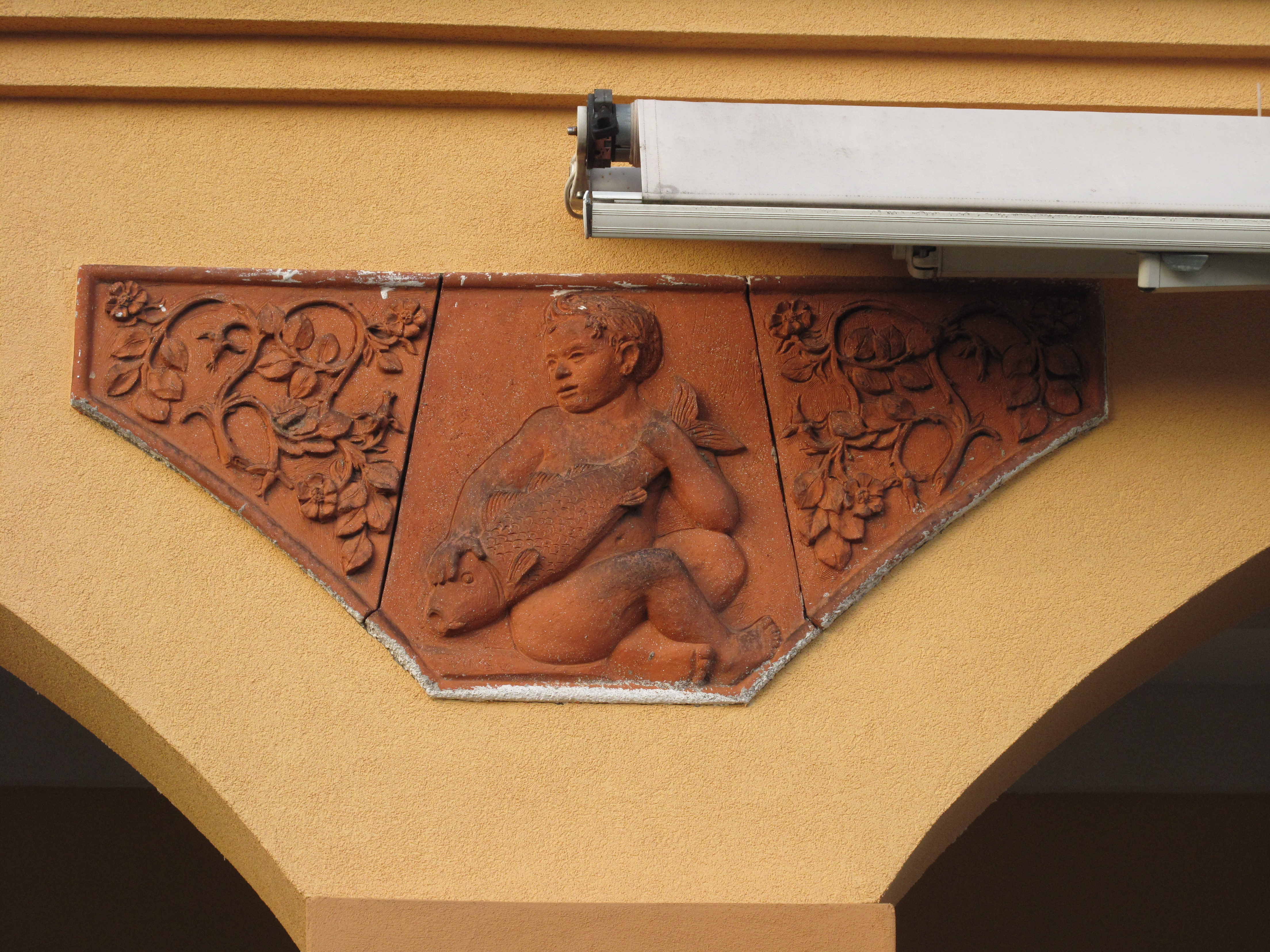
Reliéf v Okružní ulici v Meziboří, 50. léta
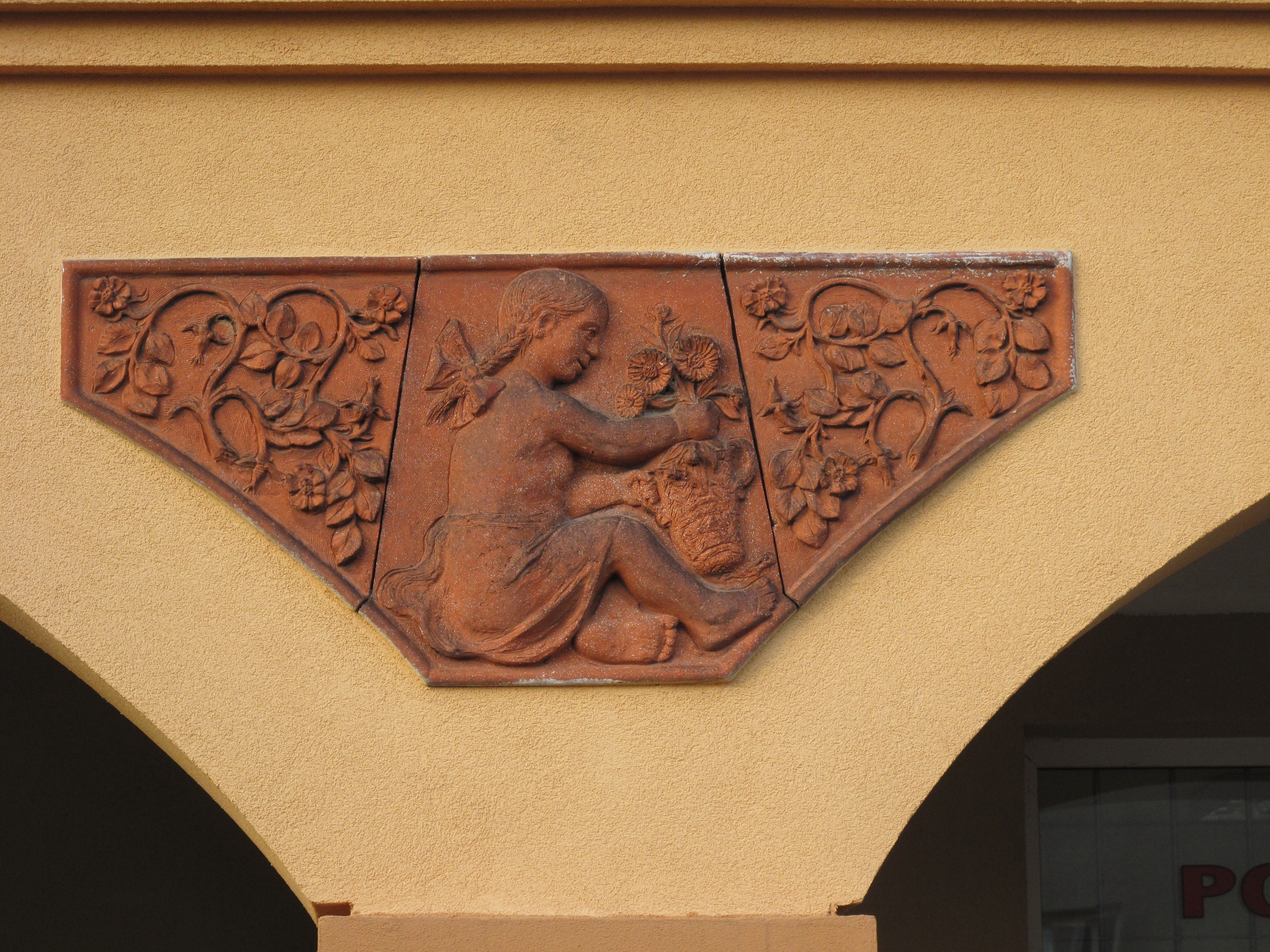
Jiný reliéf z Okružní
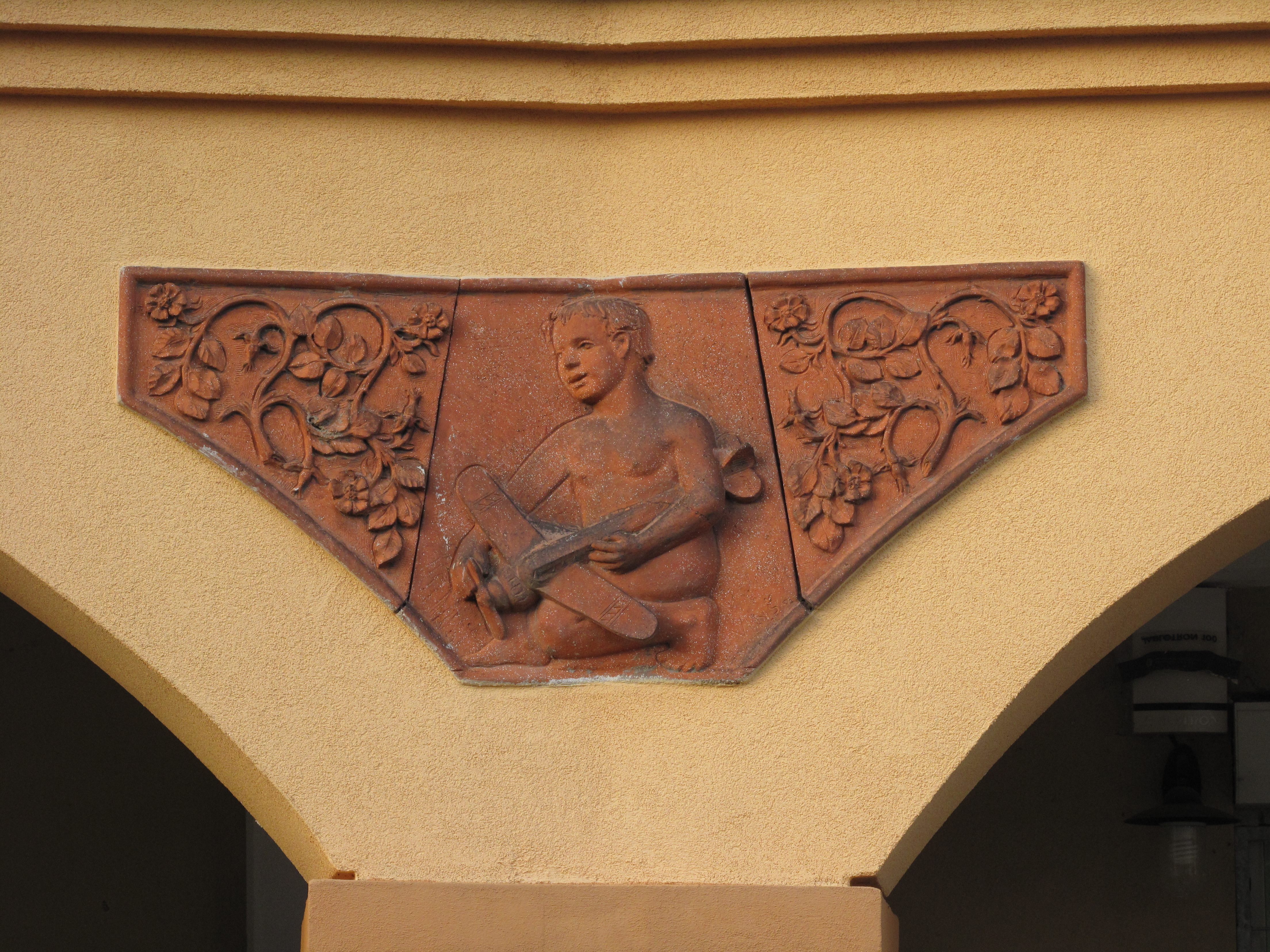
Chlapec s letadlem
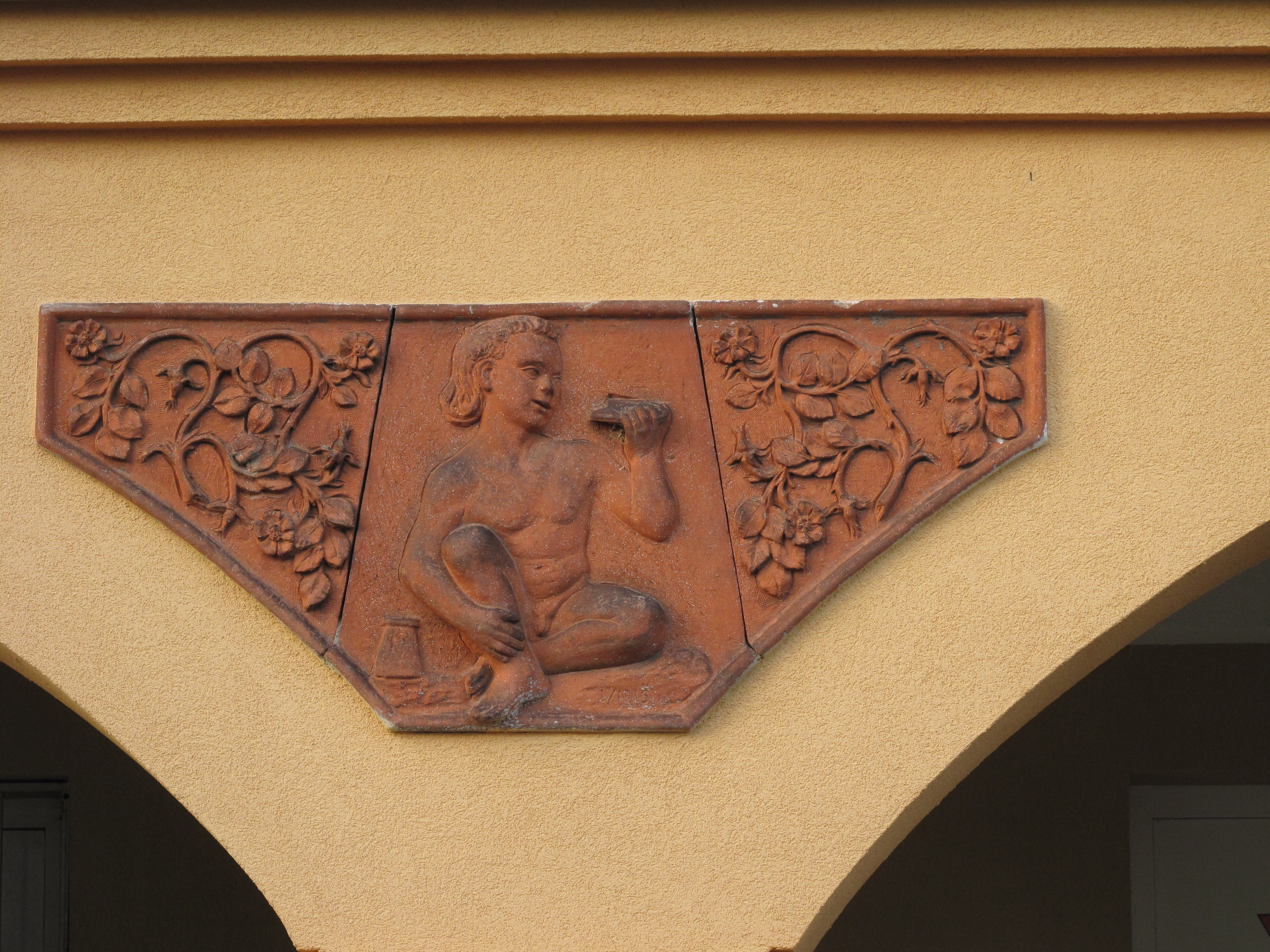
Chlapec s chlebem